# Fachhochschule für öffentliche Verwaltung, Polizei und Rechtspflege
Die Fachhochschule für öffentliche Verwaltung, Polizei und Rechtspflege (FHöVPR bzw. FHÖ) mit Sitz in Güstrow ist eine nicht rechtsfähige Körperschaft im Geschäftsbereich des Innenministeriums des Landes Mecklenburg-Vorpommern.

## Geschichte des Gebäudes

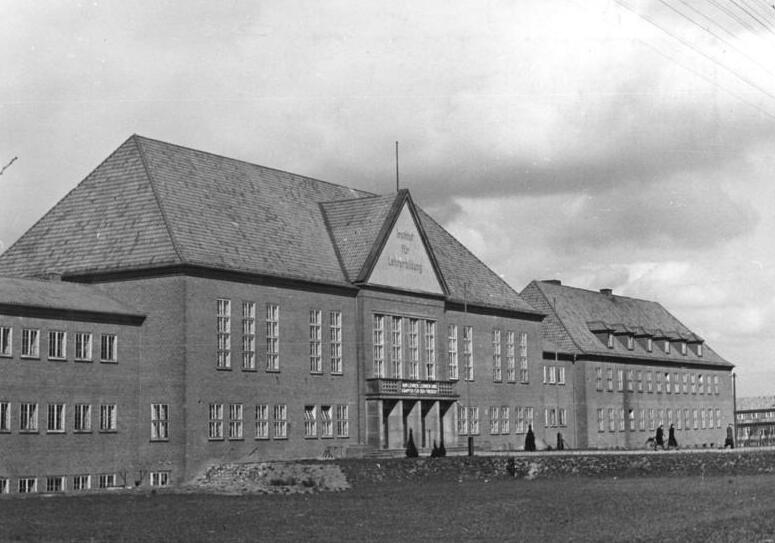
Das Institut für Lehrerbildung (1952)

### Lehrerbildungsanstalt  in der NS-Zeit
Auf dem Gelände der heutigen Einrichtung wurde ab 1938 ein Backsteingebäude nach Plänen von Hermann Oeding in „nordischer Bauweise“ für eine Hochschule für Lehrerbildung für Mecklenburg errichtet und 1943 fertiggestellt. Es sollte die bestehende Rostocker Einrichtung aufnehmen, die aber bereits 1941 zur Lehrerbildungsanstalt wie im ganzen Deutschen Reich kriegsbedingt abgestuft wurde.

### Pädagogisches Institut und Pädagogische Hochschule
Während der Zeit der Deutschen Demokratischen Republik (DDR) befand sich in den Gebäuden, die noch um das Kultur- und Wirtschaftsgebäude erweitert wurden, ab 1949/50 ein Institut für Lehrerbildung, ab 1953 ein Pädagogisches Institut, das 1972 in die Pädagogische Hochschule „Liselotte Herrmann“ Güstrow mit Promotionsrecht und Habilitationsmöglichkeit umgewandelt wurde. Die PH diente der Ausbildung von Diplomlehrern und war unter den Rektoren Hans-Joachim Lutter und Rainer Tichatschke (ab 1988) vor allem mathematisch-naturwissenschaftlich ausgerichtet. Bekannt war der Germanist Karl-Ernst Sommerfeldt, einen Namen hatten auch der Biologiedidaktiker Erwin Zabel, der Mathematikmethodiker Hans-Dieter Sill und der Physiker Dietrich Kremp. Eine besondere Bedeutung hatte die Pädagogische Hochschule auch, weil an ihr Deutschlehrer für das „befreundete sozialistische Ausland“ ausgebildet wurden, was dem Erscheinungsbild der Studentenschaft etwas unerwartet Weltläufiges vermittelte. 1991 wurde die Pädagogische Hochschule Güstrow aufgelöst und in die Universität Rostock integriert. Schon 1988 war Lehrerausbildung für die gesellschaftswissenschaftlichen Fächer an die neu gegründete Pädagogische Hochschule Neubrandenburg verlegt worden.
Auch nach Auflösung der Pädagogischen Hochschule „Liselotte Herrmann“ Güstrow befindet sich das Liselotte-Herrmann-Denkmal weiter als Mahnung vor nationalsozialistischer Gewalt- und Willkürherrschaft vor dem Gebäude in der Goldberger Straße.

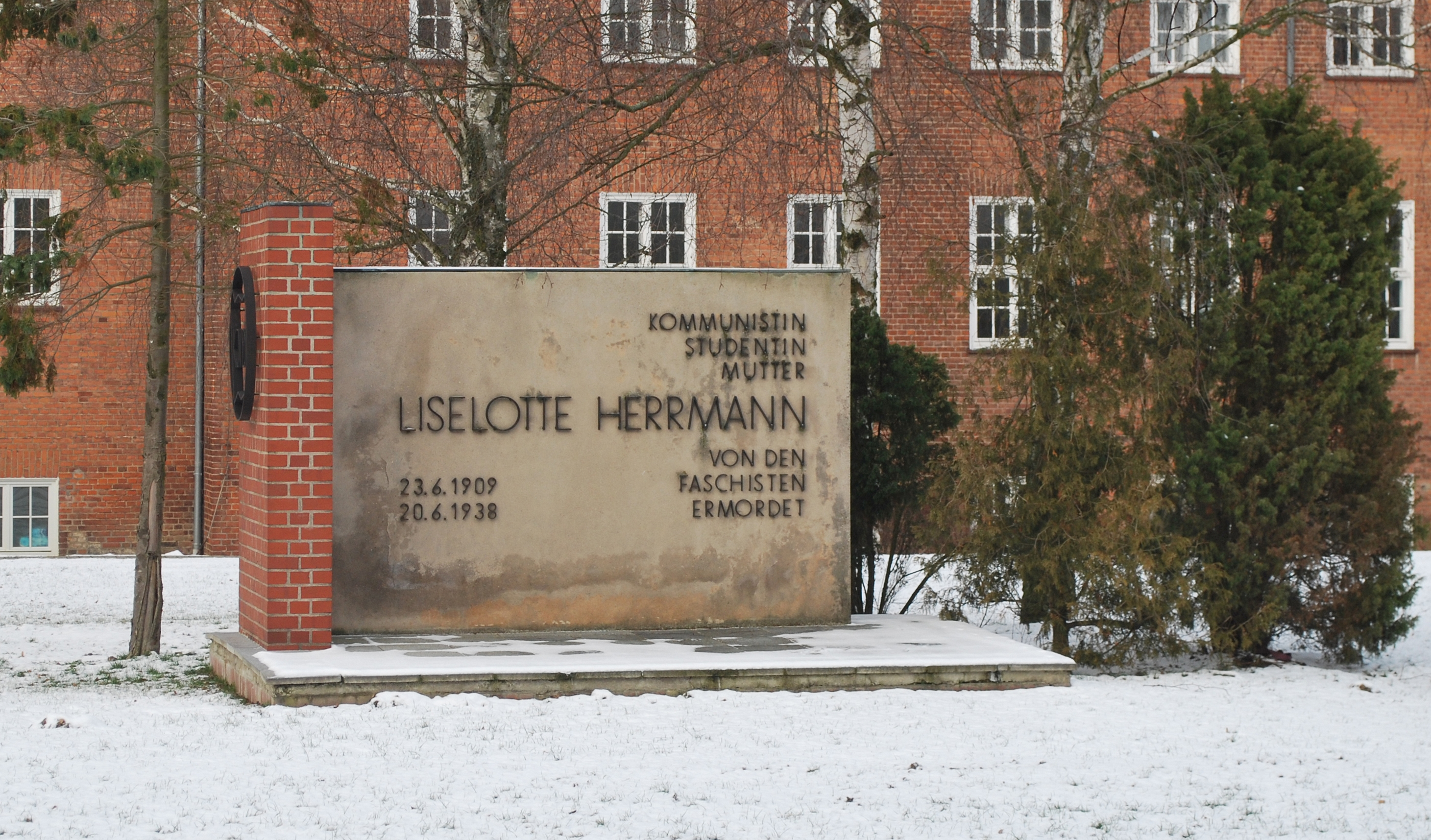
Liselotte-Herrmann-Denkmal, Goldberger Straße 12, Güstrow

### Eröffnung der Fachhochschule 1991
Am 19. August 1991 wurde die neue Fachhochschule für öffentliche Verwaltung in den Gebäuden der ehemaligen Pädagogischen Hochschule eröffnet. Die Einrichtung umfasste 1991 neben den heutigen Fachbereichen noch die Bereiche Forstwirtschaft und Sozialverwaltung. Diese Fachbereiche wurden 1996 (Forstwirtschaft) und 1999 (Sozialverwaltung) geschlossen.

## Sektionen der Fachhochschule

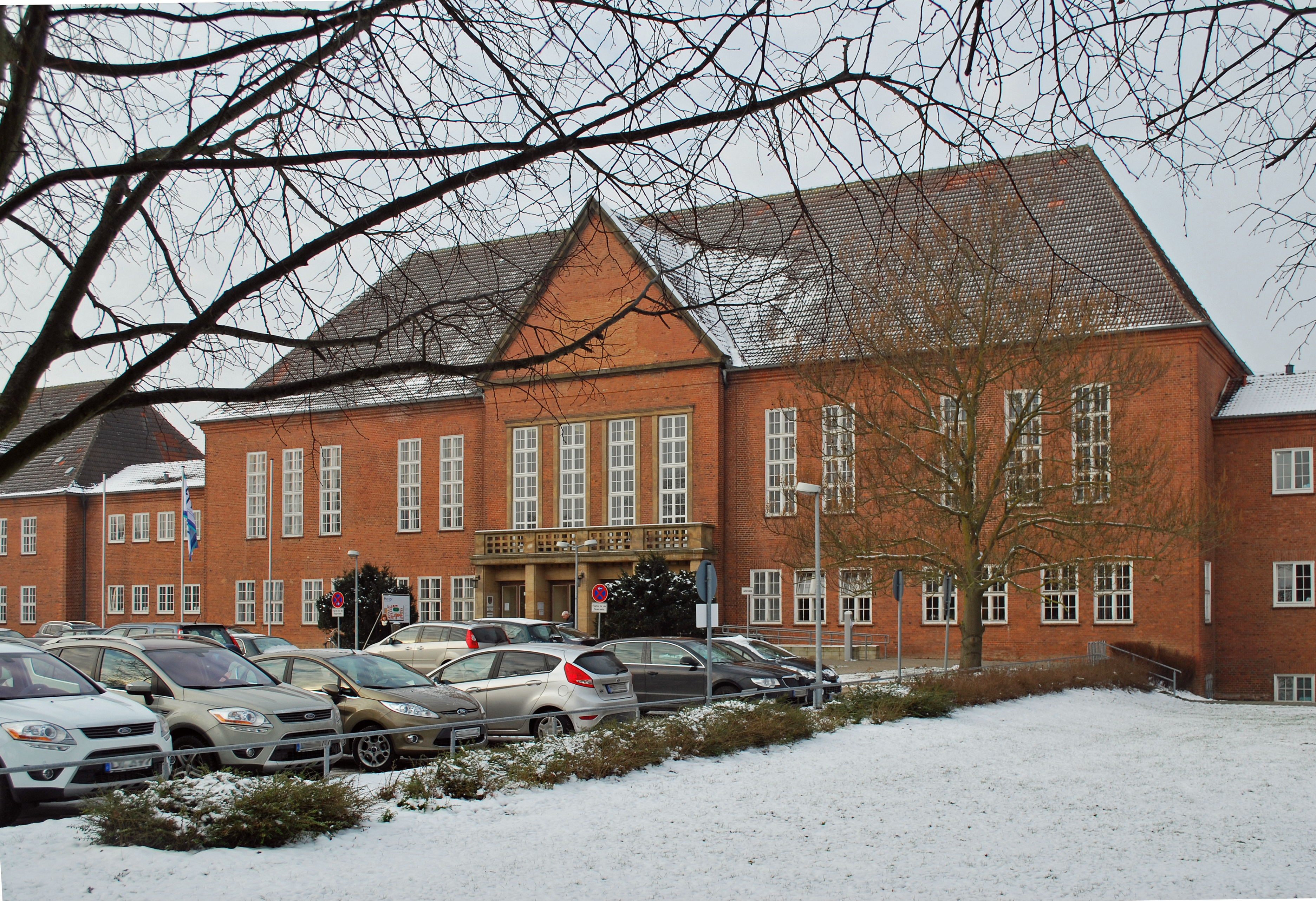
Hauptgebäude der Hochschule in Güstrow, heute

### Sektion Allgemeine Verwaltung
- Fachbereich Allgemeine Verwaltung
- Ausbildungsinstitut für Kommunal- und Landesverwaltung
- Institut für Fortbildung und Verwaltungsmodernisierung

### Sektion Steuerverwaltung
- Fachbereich Steuerverwaltung (als unselbständige Außenstelle der in Hamburg-Hamm ansässigen Norddeutschen Akademie für Finanzen und Steuerrecht)

### Sektion Polizei
- Fachbereich Polizei[9]

### Sektion Rechtspflege
- Fachbereich Rechtspflege

Die an die Fachhochschule angegliederte Landesschule für Brand- und Katastrophenschutz mit Sitz in Malchow ist die zentrale Ausbildungsstätte für die öffentlichen Feuerwehren des Landes Mecklenburg-Vorpommern.

## Bekannte Angehörige
- Stefan Rudolph, Direktor von 1998 bis 2004
- Bodo Wiegand-Hoffmeister, Direktor von 2005 bis 2014